# Большие Вязёмы
Больши́е Вязёмы — посёлок городского типа (с 2001 года) в Одинцовском городском округе Московской области России.
Население — 15 105 чел. (2024)
Расположен в 20 км от административного центра района — города Одинцово, граничит с городом Голицыно на юге по железной дороге (Смоленского направления), затем на западе по Нижнему Голицынскому пруду и далее по Можайскому шоссе (Большие Вязёмы — с севера, Голицыно — с юга). На востоке к Большим Вязёмам, сливаясь с ними, примыкает деревня Малые Вязёмы (Голицынский автобусный завод расположен уже в Малых Вязёмах)

## История

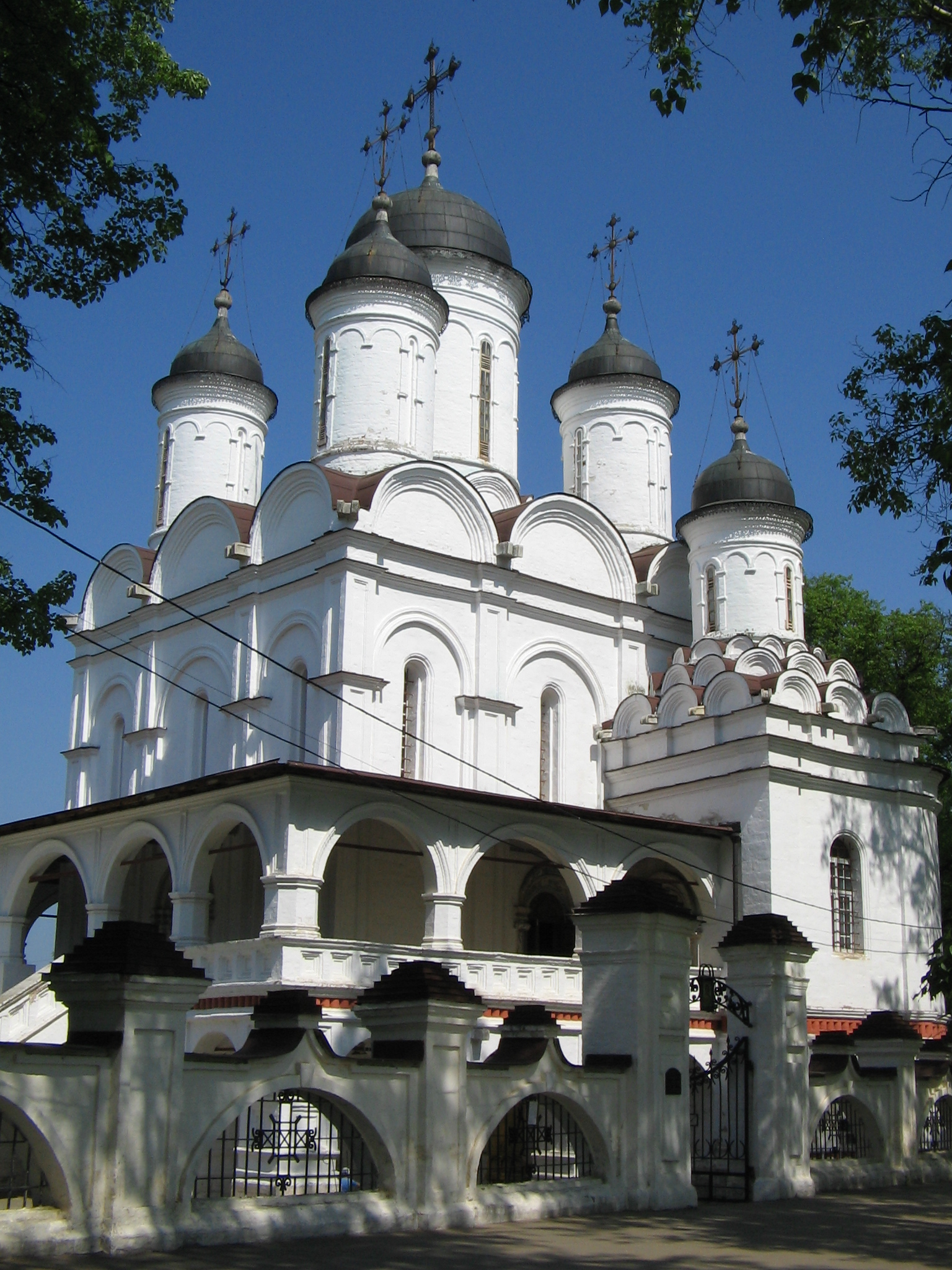
Спасо-Преображенский собор

Исторически посёлок сложился из нескольких поселений: села Большие Вязёмы, посёлков — Школьного, ЦНИИФ и Городка-17. Основополагающее — село Большие Вязёмы; оно было известно с 1526 года, упоминается в одной из жалованных грамот как ямская станция «Останошный ям на Вязёме». Вязёмы были предпоследней станцией перед Москвой (следующая находилась в Дорогомилове).
По данным Генерального межевания 1767—1769 годов, общая площадь Вязёмского стана составила около 20 900 десятин, из которых 24 % было занято пашней, а 68 % — лесом.
В XVI веке Большие Вязёмы были родовой вотчиной Бориса Годунова, позднее загородным дворцом Дмитрия Самозванца, превратившего дворец усадьбы в место для увеселений. Крепостная стена, построенная при Годунове вокруг дворца и Спасо-Преображенского собора, была сожжена поляками в 1618 году. В царствование Михаила Фёдоровича село было приписано к дворцовому ведомству. В 1694 году поместье было подарено Петром I его воспитателю боярину Борису Голицыну за спасение во время стрелецкого бунта. С тех пор Вязёмы оставались вотчиной Голицыных.
Во второй половине XVIII века здесь была отстроена усадьба. Сохранились до наших дней дом и два флигеля. Одновременно с постройкой дома был разбит небольшой регулярный парк (Большие Вязёмы). Уникальным памятником архитектуры XVI века является Спасо-Преображенский собор (1584—1598). В 1784 году был отстроен дворец в стиле Людовика XVI. На первом этаже дворца находилась библиотека, а на втором располагалась картинная галерея. Борис Голицын отличился в Бородинском сражении и был награждён орденом Св. Владимира. Там же он получил тяжёлую рану и через полгода умер. Имение перешло к брату Дмитрию Владимировичу, герою Отечественной войны 1812 года, позднее ставшему генерал-губернатором Москвы. После его смерти в марте 1844 года Вязёмы перешли по наследству его сыну Борису.
События войны 1812 года не могли обойти стороной Вязёмы: село оказалось непосредственно в зоне передвижения войск. К исходу третьего дня после Бородинской битвы, 29 августа, главная квартира русской армии расположилась в Больших Вязёмах. Здесь Михаил Кутузов написал ряд приказов и писем по армии.
30 августа главные силы Кутузова отошли от села тремя колоннами, и в тот же вечер Вязёмы были заняты французами. По преданию, и Кутузов, и Наполеон ночевали в главном усадебном доме на одном и том же диване с разницей всего в один день.
Вязёмы были славны своими коллекциями. Здесь хранился фамильный архив Голицыных. Последним владельцем Вязём был внук Дмитрия Владимировича Голицына — Дмитрий Борисович. В годы его владения в усадьбе построили новую колокольню, было отремонтировано здание церкви.

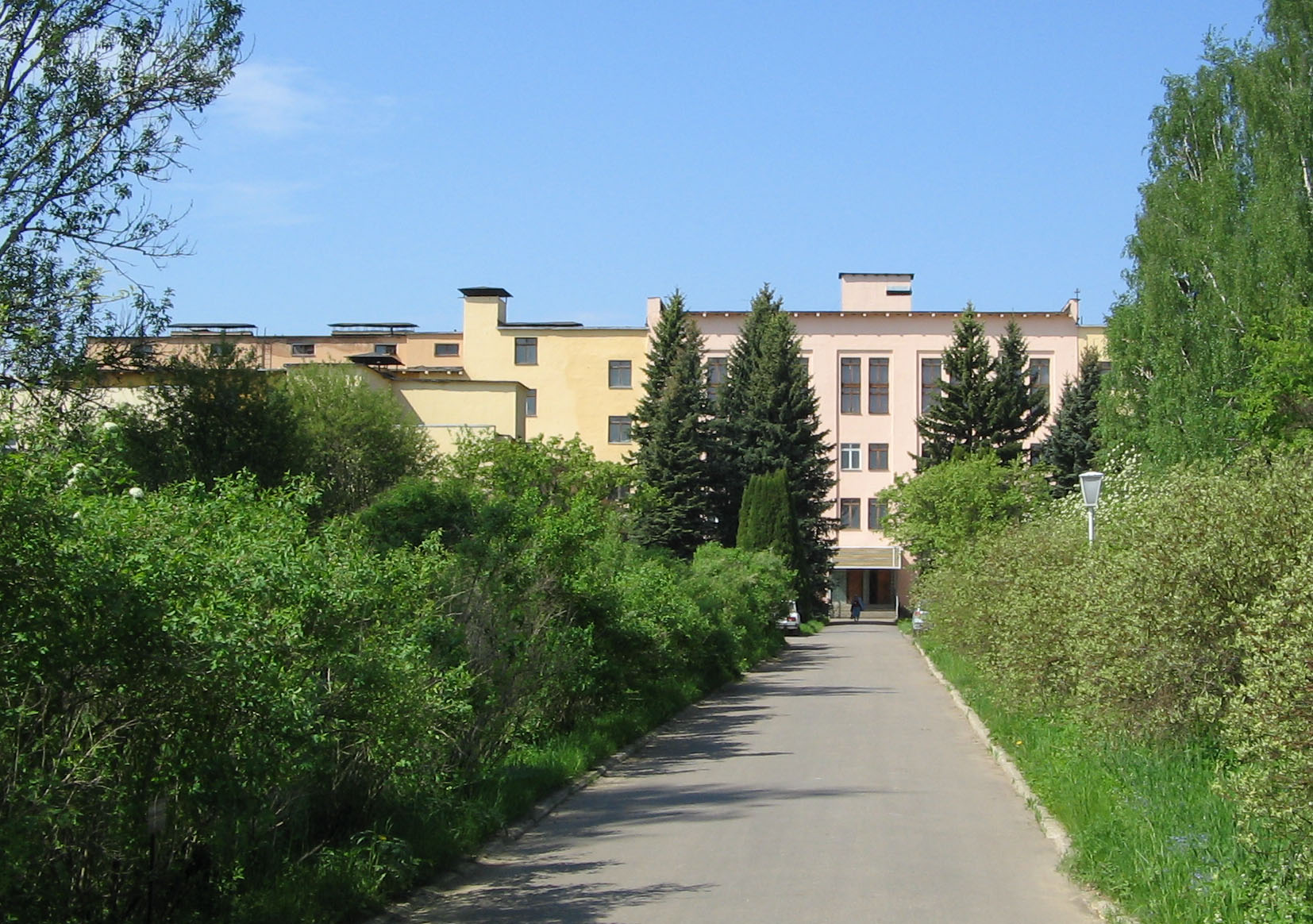
ВНИИ Фитопатологии

В это же время были возведены и новые постройки: скотный двор, барсучник, оранжерея, хозяйственные помещения. В 1908 году Дмитрий Голицын решил устроить на своих землях дачный посёлок, под который выделил часть земли, «отрезанную» в 1870-х годах железной дорогой (ныне город Голицыно). Территорию посёлка прорезали 13 проспектов, проездов и шоссе с уличным освещением.

### Новая история
Осенью 1918 года из усадьбы в Национальный музейный фонд было вывезено 39 предметов, а в мае 1919 года — 21 фарфоровый предмет и гравюра с изображением родословного древа князей Голицыных. Найденные позже фамильные драгоценности передали в Оружейную палату. В усадьбе был устроен дом отдыха, парк использовался для прогулок дачников.
В 1929 году началась коллективизация, в Вязёмах был организован колхоз имени Кагановича. До 500 работников объединились в артель по плетению мебели из ивовой лозы, делянки по выращиванию которой были разбиты поблизости. Большевязёмская школа была выведена в образцовые. В 1935 году на поле близ Малых Вязём был организован аэродром для учебных занятий. До войны здесь было подготовлено около 300 лётчиков и 700 парашютистов. В усадьбе разместилась парашютная школа, а в 1940 году танковое училище.
В 1941 году Вязёмы оказались в прифронтовой полосе, и в усадьбе был срочно развёрнут эвакогоспиталь, куда поступали тяжелораненые, которых нельзя было перевозить. Умерших хоронили прямо на берегу пруда. Позднее, когда поток раненых увеличился, эвакогоспиталь был развёрнут и в здании школы. Вывозить умерших было некому, и их хоронили возле школы. Позднее, в 1952 году, сюда были перенесены останки с берега пруда, и открыт мемориал. Хотя немецкие войска и не дошли до Вязём, бомбежки нанесли серьёзный урон селу.
В 1943 году эвакогоспитали в Вязёмах закрыли, а в усадьбе разместили учебный зоотехнический институт коневодства, который курировал Семён Буденный, неоднократно бывавший здесь. В 1952 году он заложил первый камень в фундамент нового здания института, проект которого был разработан в мастерской Ивана Жолтовского. В 1954 году зоотехнический институт был переведен в Ижевск, а его место занял Московский полиграфический институт, существовавший здесь до 1958 года. Позднее его сменил ВНИИ фитопатологии.
В 1948 году было принято решение о восстановлении памятников истории и культуры. Вязёмы были внесены в список памятников союзного значения. Здесь бывал Александр Пушкин (у церкви сохранилась могила его брата Николая, умершего в 1807 году). В гостях у профессора Московского университета Степана Шевырёва, женатого на одной из Голицыных, бывал в 1849 году Николай Гоголь, читавший главы из второго тома «Мёртвых душ». Отмечена эта земля пребыванием путешественника Николая Пржевальского, поэта Валерия Брюсова, Анатолия Луначарского, Назыма Хикмета.
28 апреля 1987 года Советом министров РСФСР было принято постановление о создании на базе усадеб в Вязёмах и Захарове Историко-литературного музея-заповедника А. С. Пушкина, а 18 июня музей уже был создан.
В начале 1960-х годов близ Малых Вязём, на месте прежней деревни Борисовки, существовавшей в XVIII—XIX веках, возник посёлок — Городок-17. Появление посёлка связано со строительством здесь производственных корпусов ЦАФГО, крупного предприятия Министерства обороны, в народе называемого «Плёнкой». В 2001 году было принято решение об объединении села Большие Вязёмы и посёлка Городок-17 в единый населённый пункт и преобразование его в рабочий посёлок Большие Вязёмы. В результате Городок-17 стал микрорайоном в составе Больших Вязём, здесь располагаются Маловязёмская школа, два детских сада и поселковая поликлиника.
В 1994—2006 годах Большие Вязёмы были центром Большевязёмского сельского округа. В 2005—2019 годах Большие Вязёмы являлись административным центром муниципального образования «Городское поселение Большие Вязёмы».
В посёлке активно ведётся жилищное строительство, есть две школы, четыре детсада, стадион и детский спортивный клуб, отделение поликлиники.
В посёлке родился Герой Советского Союза Алексей Молчанов.

## Население
| 2002    | 2006    | 2009    | 2010    | 2012    | 2013    | 2014    |
| ------- | ------- | ------- | ------- | ------- | ------- | ------- |
| 5667    | ↗11 162 | ↗12 624 | ↗12 650 | ↘12 571 | ↗12 604 | ↘12 584 |
| 2015    | 2016    | 2017    | 2018    | 2019    | 2020    | 2021    |
| ↘12 487 | ↗12 588 | ↗12 603 | ↘12 549 | ↘12 307 | ↗12 467 | ↗15 060 |
| 2023    | 2024    |         |         |         |         |         |
| ↗15 146 | ↘15 105 |         |         |         |         |         |

## Экономика
Современные Большие Вязёмы — это крупный посёлок с хорошо развитой индустрией, занимающий 2-е место в районе (после Одинцово) по числу промышленных и складских предприятий. Среди крупнейших:
- Завод железо-бетонных изделий (ЖБИ);
- Завод «Комус-упаковка» (Большие Вязёмы, ул. Школьный посёлок, вл. 1, стр. 9[22]);
- Кондитерская фабрика «Коркунов» (Большие Вязёмы, Городок-17, вл. 1[22]);
- ГНУ «ВНИИФ» (Большие Вязёмы, ул. Институт, вл. 5, стр. 1[22])
- ОАО «ОборонАвиаСнаб» (бывший 1729 ЦБТИ);
- Складские комплексы и терминалы: ТЗБ, вс 3042, 70 база МТС.

Из предприятий торговли выделяются рынок и три сетевых супермаркета: «Дикси», «Перекрёсток» и «Пятёрочка».
На территории посёлка также расположен отдел ГИБДД по Одинцовскому району.

## Культура, достопримечательности
- Усадьба Вязёмы — архитектурно-художественный ансамбль XVI—XIX веков, бывшая боярская и царская резиденция. Входит в комплекс Государственного историко-литературного музея-заповедника А. С. Пушкина;
- Мемориал на братской могиле воинов Советской Армии[23]. Объект культурного наследия регионального значения[24]
- Памятник погибшим землякам сел Большие и Малые Вязёмы, дер. Шараповка, ВНИИФ[23].

## Улицы посёлка
- Улица Городок-17
- Улица Институт
- Можайское шоссе
- Петровское шоссе
- Петровский проезд
- Станционная улица
- Школьный посёлок
- Ямская улица